# Niels Henrik Gregersen
Niels Henrik Gregersen, född 16 juni 1956, är en dansk teolog.
Gregersen var verksam vid Aarhus universitet 1984–2003 och utnämndes 2004 till professor i systematisk teologi vid Köpenhamns universitet.